# Дальвін (Поморське воєводство)
Дальвін (пол. Dalwin) — село в Польщі, у гміні Тчев Тчевського повіту Поморського воєводства.
Населення — 293 особи (2011).
У 1975-1998 роках село належало до Гданського воєводства.

## Демографія
Демографічна структура станом на 31 березня 2011 року:
|          | Загалом | Допрацездатний вік | Працездатний вік | Постпрацездатний вік |
| -------- | ------- | ------------------ | ---------------- | -------------------- |
| Чоловіки | 142     | 35                 | 93               | 14                   |
| Жінки    | 151     | 40                 | 94               | 17                   |
| Разом    | 293     | 75                 | 187              | 31                   |